# Liste der Österreichischen Staatsmeister im Sportschießen
Diese Liste beinhaltet alle österreichischen Staatsmeister der olympischen Disziplinen Luftgewehr und 50 Meter Gewehr sowie 10 Meter und 30 Meter Armbrust seit dem Jahre 2000.

## Herren
| Saison | Sieger Luftgewehr Einzel Herren                                        |  |
| ------ | ---------------------------------------------------------------------- |  |
| 2000   | Thomas Farnik                                                          |  |
| 2001   | Wolfram Waibel junior                                                  |  |
| 2002   | Thomas Farnik                                                          |  |
| 2003   | Thomas Farnik                                                          |  |
| 2004   | Wolfram Waibel junior                                                  |  |
| 2005   | Martin Strempfl                                                        |  |
| 2006   | Christian Planer                                                       |  |
| 2007   | Christian Planer                                                       |  |
| 2008   | Martin Strempfl                                                        |  |
| 2009   | Mario Knögler                                                          |  |
| 2010   | Fabian Hannes                                                          |  |
| 2011   | Thomas Farnik                                                          |  |
| 2012   | Alexander Schmirl                                                      |  |
| 2013   | Bernhard Pickl                                                         |  |
| 2014   | Georg Zott                                                             |  |
| 2015   | Alexander Schmirl                                                      |  |
| 2016   | Bernhard Pickl                                                         |  |
| 2017   | Martin Strempfl                                                        |  |
| 2018   | Nikolaus Blamauer                                                      |  |
| 2019   | Martin Strempfl                                                        |  |
| 2021   | Martin Strempfl                                                        |  |
| 2022   | Georg Zott                                                             |  |
| Saison | Sieger Luftgewehr Team Herren                                          |  |
| 2000   | Niederösterreich (Thomas Farnik, Thomas Lampl, Leopold Gansch)         |  |
| 2001   | Tirol (Christian Planer, Dieter Grabner, Roland Kreidl)                |  |
| 2002   | Tirol (Christian Planer, Dieter Grabner, Roland Kreidl)                |  |
| 2003   | Tirol (Christian Planer, Dieter Grabner, Roland Kreidl)                |  |
| 2004   | Tirol (Christian Planer, Dieter Grabner, Christian Mölg)               |  |
| 2005   | Tirol (Christian Planer, Dieter Grabner, Roland Kreidl)                |  |
| 2006   | Oberösterreich (Mario Knögler, Stefan Raser, Gerhard Brandmayer)       |  |
| 2007   | Tirol (Christian Planer, Dieter Grabner, Florian Kammerlander)         |  |
| 2008   | Oberösterreich (Wolfgang Krumphuber, Stefan Raser, Gerhard Brandmayer) |  |
| 2009   | Oberösterreich (Mario Knögler, Stefan Raser, Hannes Fabian)            |  |
| 2010   | Tirol (Georg Zott, Thomas Vanicek, Stefan Vanicek)                     |  |
| 2011   | Niederösterreich (Thomas Farnik, Alexander Schmirl, Michael Podolak)   |  |
| 2012   | Niederösterreich (Thomas Farnik, Alexander Schmirl, Michael Podolak)   |  |
| 2013   | Niederösterreich (Bernhard Pickl, Alexander Schmirl, Michael Podolak)  |  |
| 2014   | Niederösterreich (Bernhard Pickl, Alexander Schmirl, Michael Podolak)  |  |
| 2015   | Niederösterreich (Bernhard Pickl, Alexander Schmirl, Michael Podolak)  |  |
| 2016   | Tirol (Thomas Kostenzer, Hannes Patka, Georg Zott)                     |  |
| 2017   | Niederösterreich (Bernhard Pickl, Alexander Schmirl, Michael Podolak)  |  |
| 2018   | Niederösterreich (Bernhard Pickl, Alexander Schmirl, Michael Podolak)  |  |
| 2019   | Niederösterreich (Bernhard Pickl, Alexander Schmirl, Michael Kleemann) |  |
| 2021   | Tirol (Tobias Mair, Michael Höllwarth, Andreas Thum)                   |  |
| 2022   | Vorarlberg (Patrick Diem, Thomas Mathis, Thomas Muxel)                 |  |

| Saison | Sieger KK Liegend Einzel Herren                                       |
| ------ | --------------------------------------------------------------------- |
| 2000   | Mario Knögler                                                         |
| 2001   | Mario Knögler                                                         |
| 2002   | Wolfram Waibel junior                                                 |
| 2003   | Christian Planer                                                      |
| 2004   | Wolfram Waibel junior                                                 |
| 2005   | Mario Knögler                                                         |
| 2006   | Mario Knögler                                                         |
| 2007   | Michael Podolak                                                       |
| 2008   | Mario Knögler                                                         |
| 2009   | Christian Planer                                                      |
| 2010   | Mario Knögler                                                         |
| 2011   | Alexander Schmirl                                                     |
| 2012   | Alexander Schmirl                                                     |
| 2013   | Thomas Mathis                                                         |
| 2014   | Thomas Mathis                                                         |
| 2015   | Thomas Mathis                                                         |
| Saison | Sieger KK Liegend Team Herren                                         |
| 2000   | Wien (Thomas Farnik, Alfred Tauber, Gerd Carlo Männel)                |
| 2001   | Wien (Thomas Farnik, Alfred Tauber, Gerd Carlo Männel)                |
| 2002   | Vorarlberg (Wolfram Waibel junior, Roland Raab, Wolfgang Holzinger)   |
| 2003   | Tirol (Christian Planer, Martin Larcher, Hannes Gufler)               |
| 2004   | Vorarlberg (Wolfram Waibel junior, Manfred Stastny, Alexander Uhl)    |
| 2005   | Wien (Thomas Farnik, Jaroslav Liptak, Michael Lechner)                |
| 2006   | Tirol (Christian Planer, Hannes Gufler, Martin Larcher)               |
| 2007   | Tirol (Christian Planer, Klaus Gstinig, Joachim Steinlechner)         |
| 2008   | Oberösterreich (Mario Knögler, Stefan Raser, Johann Rathmayer)        |
| 2009   | Tirol (Christian Planer, Florian Kammerlander, Joachim Steinlechner)  |
| 2010   | Vorarlberg (Christian Gross, Manfred Stastny, Alexander Uhl)          |
| 2011   | Niederösterreich (Joachim Beck, Alexander Schmirl, Michael Podolak)   |
| 2012   | Niederösterreich (Bernhard Pickl, Alexander Schmirl, Leopold Gansch)  |
| 2013   | Niederösterreich (Bernhard Pickl, Alexander Schmirl, Leopold Gansch)  |
| 2014   | Niederösterreich (Bernhard Pickl, Alexander Schmirl, Michael Podolak) |
| 2015   | Niederösterreich (Bernhard Pickl, Alexander Schmirl, Andreas Karner)  |

| Saison | Sieger KK 3x40 Einzel Herren                                          |
| ------ | --------------------------------------------------------------------- |
| 2000   | Wolfram Waibel junior                                                 |
| 2001   | Thomas Farnik                                                         |
| 2002   | Mario Knögler                                                         |
| 2003   | Thomas Farnik                                                         |
| 2004   | Thomas Farnik                                                         |
| 2005   | Thomas Farnik                                                         |
| 2006   | Thomas Farnik                                                         |
| 2007   | Thomas Farnik                                                         |
| 2008   | Thomas Farnik                                                         |
| 2009   | Christian Planer                                                      |
| 2010   | Christian Planer                                                      |
| 2011   | Michael Podolak                                                       |
| 2012   | Thomas Mathis                                                         |
| 2013   | Alexander Schmirl                                                     |
| 2014   | Gernot Rumpler                                                        |
| 2015   | Gernot Rumpler                                                        |
| Saison | Sieger KK 3x40 Team Herren                                            |
| 2000   | Tirol (Christian Planer, Dieter Grabner, Hannes Gufler)               |
| 2001   | Tirol (Christian Planer, Dieter Grabner, Christian Mölg)              |
| 2002   | Tirol (Christian Planer, Dieter Grabner, Christian Mölg)              |
| 2003   | Tirol (Christian Planer, Dieter Grabner, Christian Mölg)              |
| 2004   | Tirol (Christian Planer, Dieter Grabner, Christian Mölg)              |
| 2005   | Tirol (Christian Planer, Dieter Grabner, Florian Kammerlander)        |
| 2006   | Oberösterreich (Mario Knögler, Stefan Raser, Gerhard Brandmaier)      |
| 2007   | Tirol (Christian Planer, Florian Kammerlander, Michael Ringler)       |
| 2008   | Oberösterreich (Mario Knögler, Stefan Raser, Andreas Esterbauer)      |
| 2009   | Tirol (Christian Planer, Florian Kammerlander, Hannes Gufler)         |
| 2010   | Oberösterreich (Mario Knögler, Stefan Raser, Andreas Esterbauer)      |
| 2011   | Niederösterreich (Leopold Gansch, Alexander Schmirl, Michael Podolak) |
| 2012   | Niederösterreich (Bernhard Pickl, Alexander Schmirl, Leopold Gansch)  |
| 2013   | Niederösterreich (Bernhard Pickl, Alexander Schmirl, Andreas Karner)  |
| 2014   | Niederösterreich (Bernhard Pickl, Alexander Schmirl, Michael Podolak) |

| Saison | Sieger 10 Meter Armbrust Einzel Herren                                     |
| ------ | -------------------------------------------------------------------------- |
| 2000   | Thomas Lampl                                                               |
| 2001   | Thomas Lampl                                                               |
| 2002   | Christian Mölg                                                             |
| 2003   | Christian Mölg                                                             |
| 2004   | Christian Mölg                                                             |
| 2005   | Markus Bichler                                                             |
| 2006   | Christian Planer                                                           |
| 2007   | Mario Knögler                                                              |
| 2008   | Harald Scheirich                                                           |
| 2009   | Florian Kammerlander                                                       |
| 2010   | Georg Zott                                                                 |
| 2011   | Thomas Lampl                                                               |
| 2012   | Georg Zott                                                                 |
| 2013   | Walter Zehentner                                                           |
| 2014   | Manfred Kristandl                                                          |
| Saison | Sieger 10 Meter Armbrust Team Herren                                       |
| 2000   | Tirol (Markus Bichler, Dieter Grabner, Christian Mölg)                     |
| 2001   | Tirol (Markus Bichler, Dieter Grabner, Christian Mölg)                     |
| 2002   | Tirol (Roland Kreidl, Michael Ascher, Christian Mölg)                      |
| 2003   | Tirol (Markus Bichler, Michael Ascher, Christian Mölg)                     |
| 2004   | Oberösterreich (Gerhard Brandmaier, Harald Scheirich, Wolfgang Krumphuber) |
| 2005   | Tirol (Markus Bichler, Michael Ascher, Christian Mölg)                     |
| 2006   | Oberösterreich (Mario Knögler, Harald Scheirich, Walter Zehentner)         |
| 2007   | Oberösterreich (Mario Knögler, Harald Scheirich, Wolfgang Krumphuber)      |
| 2008   | Oberösterreich (Rudolf Kreidl, Harald Scheirich, Bernhard Time)            |
| 2009   | Tirol (Christian Mölg, Florian Kammerlander, Markus Bichler)               |
| 2010   | Tirol (Georg Zott, Christian Mölg, Markus Bichler)                         |
| 2011   | Oberösterreich (Rudolf Kreidl, Walter Zehentner, Wolfgang Krumphuber)      |
| 2012   | Oberösterreich (Rudolf Kreidl, Walter Zehentner, Wolfgang Krumphuber)      |
| 2013   | Oberösterreich (Rudolf Kreidl, Walter Zehentner, Wolfgang Krumphuber)      |
| 2014   | Oberösterreich (Gerald Hofmeister, Walter Zehentner, Wolfgang Krumphuber)  |

## Damen
| Saison | Sieger Luftgewehr Einzel Damen                                     |
| ------ | ------------------------------------------------------------------ |
| 2000   | Monika Haselsberger                                                |
| 2001   | Monika Haselsberger                                                |
| 2002   | Monika Haselsberger                                                |
| 2003   | Sonja Embacher                                                     |
| 2004   | Monika Haselsberger                                                |
| 2005   | Sonja Embacher                                                     |
| 2006   | Monika Haselsberger                                                |
| 2007   | Brigitte Hager                                                     |
| 2008   | Andrea Schreimeier                                                 |
| 2009   | Viktoria Hafner                                                    |
| 2010   | Stephanie Obermoser                                                |
| 2011   | Sonja Embacher                                                     |
| 2012   | Sonja Strillinger                                                  |
| 2013   | Lisa Ungerank                                                      |
| 2014   | Stephanie Obermoser                                                |
| 2015   | Olivia Hofmann                                                     |
| 2016   | Olivia Hofmann                                                     |
| 2017   | Olivia Hofmann                                                     |
| 2018   | Franziska Peer                                                     |
| 2019   | Olivia Hofmann                                                     |
| 2021   | Nadine Ungerank                                                    |
| 2022   | Olivia Hofmann                                                     |
| Saison | Sieger Luftgewehr Team Damen                                       |
| 2000   | Tirol (Sabine Aufhammer, Sandra Zankl, Monika Haselsberger)        |
| 2001   | Niederösterreich (Brigitte Kronberger, Margit Brabec, Sandra Kral) |
| 2002   | Tirol (Sonja Embacher, Sandra Zankl, Monika Haselsberger)          |
| 2003   | Tirol (Sonja Embacher, Christine Gratt, Johanna Tauss)             |
| 2004   | Tirol (Sonja Embacher, Johanna Tauss, Monika Haselsberger)         |
| 2005   | Tirol (Sonja Embacher, Christine Gratt, Christine Zott)            |
| 2006   | Tirol (Sonja Embacher, Monika Haselsberger, Christine Zott)        |
| 2007   | Tirol (Sonja Embacher, Monika Haselsberger, Susanne Kecht)         |
| 2008   | Tirol (Sonja Embacher, Monika Haselsberger, Viktoria Hafner)       |
| 2009   | Tirol (Sonja Embacher, Stephanie Obermoser, Viktoria Hafner)       |
| 2010   | Tirol (Sonja Embacher, Stephanie Obermoser, Franziska Peer)        |
| 2011   | Oberösterreich (Caroline Loidl, Regina Time, Sigrid Leeb)          |
| 2012   | Tirol (Viktoria Hafner, Stephanie Obermoser, Sonja Strillinger)    |
| 2013   | Tirol (Olivia Hofmann, Stephanie Obermoser, Franziska Peer)        |
| 2014   | Tirol (Katharina Auer, Franziska Peer, Sonja Strillinger)          |
| 2016   | Tirol (Lisa Ungerank, Franziska Peer, Olivia Hofmann)              |
| 2017   | Tirol (Nadine Ungerank, Franziska Peer, Olivia Hofmann)            |
| 2018   | Tirol (Marie-Theres Auer, Franziska Peer, Olivia Hofmann)          |
| 2019   | Tirol (Nadine Ungerank, Franziska Peer, Olivia Hofmann)            |
| 2021   | Vorarlberg (Sheileen Waibel, Marlene Pribitzer, Yvonne Klocker)    |
| 2022   | Tirol (Nadine Ungerank, Rebecca Köck, Olivia Hofmann)              |

| Saison | Sieger KK Liegend Einzel Damen                                              |
| ------ | --------------------------------------------------------------------------- |
| 2000   | Martina Kaindl                                                              |
| 2001   | Sabine Aufhammer                                                            |
| 2002   | Regina Time                                                                 |
| 2003   | Brigitte Kronberger                                                         |
| 2004   | Barbara Schubert                                                            |
| 2005   | Karin Gratzenberger                                                         |
| 2006   | Karin Gratzenberger                                                         |
| 2007   | Viktoria Hafner                                                             |
| 2008   | Hedwig Huber                                                                |
| 2009   | Hedwig Huber                                                                |
| 2010   | Sonja Embacher                                                              |
| 2011   | Stephanie Obermoser                                                         |
| 2012   | Sonja Ladner                                                                |
| 2013   | Lisa Ungerank                                                               |
| 2014   | Regina Time                                                                 |
| 2015   | Sonja Ladner                                                                |
| Saison | Sieger KK Liegend Team Damen                                                |
| 2000   | Niederösterreich (Brigitte Kronberger, Renate Gonaus, Claudia Radler)       |
| 2001   | Tirol (Sabine Aufhammer, Elisabeth Pfandler, Michaela Aufschneiter)         |
| 2002   | Oberösterreich (Regina Time, Elisabeth Eisenführer, Daniela Marcia)         |
| 2003   | Niederösterreich (Rosemarie Beranek, Claudia Fussenegger, Rosemarie Müller) |
| 2004   | Wien (Sabrina Tauber, Maria Miteva, Karin Gratzenberger)                    |
| 2005   | Niederösterreich (Johanna Huber, Michaela Markovic, Brigitte Hager)         |
| 2006   | Tirol (Viktoria Hafner, Elisabeth Pfandler, Monika Haselsberger)            |
| 2007   | Tirol (Viktoria Hafner, Monika Luckinger, Elisabeth Pfandler)               |
| 2008   | Vorarlberg (Sonja Ladner, Rosemarie Beranek, Melanie Lutz)                  |
| 2009   | Tirol (Stephanie Obermoser, Viktoria Hafner, Sonja Embacher)                |
| 2010   | Tirol (Stephanie Obermoser, Martina Chamson, Sonja Embacher)                |
| 2011   | Tirol (Stephanie Obermoser, Viktoria Hafner, Sonja Embacher)                |
| 2012   | keine Mannschaftswertung                                                    |
| 2013   | Tirol (Stephanie Obermoser, Lisa Ungerank, Franziska Peer)                  |
| 2014   | Tirol (Stephanie Obermoser, Lisa Ungerank, Olivia Hofmann)                  |

| Saison | Sieger KK 3x20 Einzel Damen                                           |
| ------ | --------------------------------------------------------------------- |
| 2000   | Sabine Aufhammer                                                      |
| 2001   | Sabine Aufhammer                                                      |
| 2002   | Rita Kerschbaumer                                                     |
| 2003   | Karin Gratzenberger                                                   |
| 2004   | Regina Time                                                           |
| 2005   | Regina Time                                                           |
| 2006   | Regina Time                                                           |
| 2007   | Viktoria Hafner                                                       |
| 2008   | Hedwig Huber                                                          |
| 2009   | Regina Time                                                           |
| 2010   | Lisa Ungerank                                                         |
| 2011   | Stephanie Obermoser                                                   |
| 2012   | Viktoria Hafner                                                       |
| 2013   | Lisa Ungerank                                                         |
| 2014   | Olivia Hofmann                                                        |
| 2015   | Olivia Hofmann                                                        |
| Saison | Sieger KK 3x20 Team Damen                                             |
| 2000   | Tirol (Anni Mayr, Sonja Embacher, Sabine Aufhammer)                   |
| 2001   | Salzburg (Barbara Schubert, Maria Heifler, Angelika Hagerhofer)       |
| 2002   | Niederösterreich (Regina Time, Elisabeth Eisenführer, Daniela Marcia) |
| 2003   | Wien (Karin Gratzenberger, Maria Meteva, Sabrina Tauber)              |
| 2004   | Wien (Karin Gratzenberger, Maria Meteva, Sabrina Tauber)              |
| 2005   | Niederösterreich (Hedwig Huber, Maria Rahberger, Brigitte Hager)      |
| 2006   | Tirol (Viktoria Hafner, Martina Chamson, Monika Haselsberger)         |
| 2007   | keine Mannschaftswertung                                              |
| 2008   | Tirol (Viktoria Hafner, Martina Chamson, Sonja Embacher)              |
| 2009   | keine Mannschaftswertung                                              |
| 2010   | Tirol (Stephanie Obermoser, Franziska Peer, Sonja Embacher)           |
| 2011   | Tirol (Stephanie Obermoser, Viktoria Hafner, Sonja Embacher)          |
| 2012   | keine Mannschaftswertung                                              |
| 2013   | Tirol (Olivia Hofmann, Franziska Peer, Lisa Ungerank)                 |
| 2014   | Tirol (Olivia Hofmann, Franziska Peer, Stephanie Obermoser)           |

| Saison | Sieger 10 Meter Armbrust Einzel Damen                                      |
| ------ | -------------------------------------------------------------------------- |
| 2000   | Monika Haselsberger                                                        |
| 2001   | Monika Haselsberger                                                        |
| 2002   | Margit Brabec                                                              |
| 2003   | Monika Haselsberger                                                        |
| 2004   | Margit Brabec                                                              |
| 2005   | Margit Brabec                                                              |
| 2006   | Desiree Deiser                                                             |
| 2007   | Regina Time                                                                |
| 2008   | Andrea Schreimeier                                                         |
| 2009   | Eva Untertrifaller                                                         |
| 2010   | Franziska Peer                                                             |
| 2011   | Sonja Strillinger                                                          |
| 2012   | Sonja Strillinger                                                          |
| 2013   | Franziska Peer                                                             |
| 2014   | Franziska Peer                                                             |
| Saison | Sieger 10 Meter Armbrust Team Damen                                        |
| 2000   | Niederösterreich (Margit Brabec, Barbara Schubert, Andrea Dier)            |
| 2001   | Tirol (Monika Haselsberger, Sonja Embacher, Christine Gratt)               |
| 2002   | Tirol (Monika Haselsberger, Sonja Embacher, Christine Gratt)               |
| 2003   | Tirol (Monika Haselsberger, Eva Untertrifaller, Christine Gratt)           |
| 2004   | Salzburg (Elisabeth Schneckenleitner, Margit Brabec, Gerlinde Leichtfried) |
| 2005   | keine Mannschaftswertung                                                   |
| 2006   | Steiermark (Karin Loibnegger, Andrea Schreimeier, Anna Jansenberger)       |
| 2007   | Oberösterreich (Regina Time, Anneliese Maurer, Magdalena Wollhofen)        |
| 2008   | Tirol (Sonja Embacher, Franziska Peer, Eva Untertrifaller)                 |
| 2009   | Tirol (Sonja Strillinger, Franziska Peer, Eva Untertrifaller)              |
| 2010   | Tirol (Sonja Strillinger, Franziska Peer, Eva Untertrifaller)              |
| 2011   | Tirol (Sonja Strillinger, Franziska Peer, Eva Untertrifaller)              |
| 2012   | Tirol (Sonja Strillinger, Franziska Peer, Eva Untertrifaller)              |
| 2013   | Tirol (Sonja Strillinger, Franziska Peer, Eva Untertrifaller)              |
| 2014   | Steiermark (Johanna Brandl, Anna Jansenberger, Karin Loibenegger)          |

## Offene Klasse
| Saison | Sieger 30 Meter Armbrust stehend offene Klasse |
| ------ | ---------------------------------------------- |
| 2000   | Thomas Lampl                                   |
| 2001   | Thomas Lampl                                   |
| 2002   | Roland Raab                                    |
| 2003   | Markus Bichler                                 |
| 2004   | Thomas Lampl                                   |
| 2005   | Thomas Lampl                                   |
| 2006   | Mario Knögler                                  |
| 2007   | Mario Knögler                                  |
| 2008   | Florian Kammerlander                           |
| 2009   | Thomas Lampl                                   |
| 2010   | Franziska Peer                                 |
| 2011   | Franziska Peer                                 |
| 2012   | Sonja Strillinger                              |
| 2013   | Franziska Peer                                 |
| 2014   | Franziska Peer                                 |
| Saison | Sieger 30 Meter Armbrust kniend offene Klasse  |
| 2000   | Thomas Lampl                                   |
| 2001   | Dieter Grabner                                 |
| 2002   | Roland Raab                                    |
| 2003   | Christian Mölg                                 |
| 2004   | Harald Hausegger                               |
| 2005   | Christian Mölg                                 |
| 2006   | Christian Planer                               |
| 2007   | Mario Knögler                                  |
| 2008   | Markus Bichler                                 |
| 2009   | Thomas Lampl                                   |
| 2010   | Franziska Peer                                 |
| 2011   | Franziska Peer                                 |
| 2012   | Thomas Lampl                                   |
| 2013   | Franziska Peer                                 |
| 2014   | Franziska Peer                                 |

| Saison | Sieger 30 Meter Armbrust Kombination offene Klasse                       |
| ------ | ------------------------------------------------------------------------ |
| 2000   | Thomas Lampl                                                             |
| 2001   | Thomas Lampl                                                             |
| 2002   | Roland Raab                                                              |
| 2003   | Christian Mölg                                                           |
| 2004   | Roland Raab                                                              |
| 2005   | Thomas Lampl                                                             |
| 2006   | Thomas Lampl                                                             |
| 2007   | Mario Knögler                                                            |
| 2008   | Thomas Lampl                                                             |
| 2009   | Thomas Lampl                                                             |
| 2010   | Franziska Peer                                                           |
| 2011   | Franziska Peer                                                           |
| 2012   | Sonja Strillinger                                                        |
| 2013   | Franziska Peer                                                           |
| 2014   | Franziska Peer                                                           |
| Saison | Sieger 30 Meter Armbrust Kombination Team offene Klasse                  |
| 2000   | Tirol (Dieter Grabner, Christian Mölg, Markus Bichler, Christian Planer) |
| 2001   | Tirol (Dieter Grabner, Christian Mölg, Markus Bichler, Michael Ascher)   |
| 2002   | Tirol (Dieter Grabner, Christian Mölg, Michael Ascher)                   |
| 2003   | Tirol (Christian Mölg, Markus Bichler, Michael Ascher)                   |
| 2004   | Tirol (Christian Mölg, Markus Bichler, Michael Ascher)                   |
| 2005   | Tirol (Christian Mölg, Markus Bichler, Michael Ascher)                   |
| 2006   | Tirol (Christian Mölg, Markus Bichler, Christian Planer)                 |
| 2007   | Oberösterreich (Mario Knögler, Rudolf Kreidl, Richard Wollhofen)         |
| 2008   | Tirol (Christian Mölg, Markus Bichler, Florian Kammerlander)             |
| 2009   | keine Mannschaftswertung                                                 |
| 2010   | Tirol (Christian Mölg, Markus Bichler, Franziska Peer)                   |
| 2011   | Tirol (Christian Mölg, Markus Bichler, Franziska Peer)                   |
| 2012   | Tirol (Markus Bichler, Franziska Peer, Sonja Strillinger)                |
| 2013   | Tirol (Markus Bichler, Franziska Peer, Sonja Strillinger)                |
| 2014   | Tirol (Markus Bichler, Franziska Peer, Sonja Strillinger)                |